# 北海道道409号常呂港線
北海道道409号常呂港線（ほっかいどうどう409ごう ところこうせん）は、北海道北見市内を結ぶ一般道道（北海道道）である。

## 概要

### 路線データ
- 起点：北海道北見市常呂町東浜（常呂港）
- 終点：北海道北見市常呂町常呂（北海道道1033号土佐東浜線交点）
- 路線延長：1.9 km

## 歴史
- 1961年（昭和36年）3月31日 路線認定[1]。

## 地理

### 通過する自治体
- オホーツク総合振興局
  - 北見市

### 交差する道路
北見市
- 北海道道1033号土佐東浜線 - 常呂（終点）